# Juliette Boutant
Pour les articles homonymes, voir Boutant.
 (avril 2022).
Juliette Boutant est une autrice et illustratrice de bande dessinée résidant à Bruxelles.

## Biographie
Juliette Boutant étudie à l’École européenne supérieure de l'image d'Angoulême (EESI). Elle s'installe ensuite à Bruxelles, où elle expérimente la microédition.
En 2015, elle prend la suite de Thomas Mathieu sur Tumblr pour mettre en dessin des témoignages de harcèlement et de sexisme ordinaire dans le cadre du Projet Crocodile,. Un album est édité en 2019 chez Casterman sous le titre Les crocodiles sont toujours là,,.
Une grande fresque Les crocodiles est inaugurée en octobre 2020 à Bruxelles contre le harcèlement de rue,.

## Publications
- Les crocodiles sont toujours là[4],[5],[6] (dessin et couleur), avec Thomas Mathieu (scénario), Casterman, 2019  (ISBN 978-2-203-17227-2)
- Pink Floyd (dessin)[9], album collectif, Petit à petit, 2022  (ISBN 978-2-380-46150-3)